# Delray Beach Open 2025
Il Delray Beach Open 2025 è stato un torneo di tennis che si è giocato sul cemento. È stata la 33ª edizione del torneo facente parte dell'ATP Tour 250 nell'ambito dell'ATP Tour 2025. Si è giocato al Delray Beach Tennis Center di Delray Beach, negli Stati Uniti, dal 10 al 16 febbraio 2025.

## Partecipanti al singolare

### Teste di serie
| Nazionalità | Giocatore                   | Ranking | Testa di serie* |
| ----------- | --------------------------- | ------- | --------------- |
| Stati Uniti | Taylor Fritz                | 4       | 1               |
| Stati Uniti | Tommy Paul                  | 9       | 2               |
| Stati Uniti | Alex Michelsen              | 36      | 3               |
| Italia      | Matteo Arnaldi              | 39      | 4               |
| Stati Uniti | Marcos Giron                | 41      | 5               |
| Stati Uniti | Brandon Nakashima           | 42      | 6               |
| Serbia      | Miomir Kecmanović           | 55      | 7               |
| Spagna      | Alejandro Davidovich Fokina | 59      | 8               |
| Francia     | Arthur Rinderknech          | 60      | 9               |

* Ranking al 3 febbraio 2025.

#### Altri partecipanti
I seguenti giocatori hanno ricevuto una wildcard per il tabellone principale:
- Mackenzie McDonald
- Reilly Opelka
- Learner Tien

Il seguente giocatore è entrato nel tabellone principale tramite protected ranking:
- Borna Gojo

Il seguente giocatore è entrato nel tabellone principale come lucky loser:
- Ethan Quinn

I seguenti giocatori sono entrati nel tabellone principale passando dalle qualificazioni:

- Tristan Boyer
- Michael Mmoh
- Zachary Svajda
- James Trotter

### Ritiri
Prima del torneo
- Borna Ćorić → sostituito da  James Duckworth
- Tommy Paul → sostituito da  Ethan Quinn

## Partecipanti al doppio

### Teste di serie
| Nazione     | Giocatore         | Nazione     | Giocatore                 | Rank* | Testa di serie |
| ----------- | ----------------- | ----------- | ------------------------- | ----- | -------------- |
| Stati Uniti | Jackson Withrow   | Argentina   | Horacio Zeballos          | 24    | 1              |
| Uruguay     | Ariel Behar       | Stati Uniti | Robert Galloway           | 74    | 2              |
| Messico     | Santiago González | Austria     | Lucas Miedler             | 92    | 3              |
| India       | Sriram Balaji     | Messico     | Miguel Ángel Reyes-Varela | 123   | 4              |

* Ranking al 3 febbraio 2025.

### Altri partecipanti
Le seguenti coppie di giocatori hanno ricevuto una wildcard per il tabellone principale:
- Tristan Boyer /  Tennyson Whiting
- Ethan Quinn /  Learner Tien

### Ritiri
Prima del torneo
- Marcelo Arévalo /  Horacio Zeballos → sostituiti da  Jackson Withrow /  Horacio Zeballos
- James Duckworth /  Aleksandar Vukic → sostituiti da  James Duckworth /  Aleksandr Ševčenko
- Austin Krajicek /  Rajeev Ram → sostituiti da  Fernando Romboli /  Marcelo Zormann
- Nathaniel Lammons /  Jackson Withrow → sostituiti da  George Goldhoff /  Trey Hilderbrand
- Jamie Murray /  John Peers → sostituiti da  Robert Cash /  JJ Tracy
- Joe Salisbury /  Neal Skupski → sostituiti da  Rinky Hijikata /  Adam Walton

## Punti
| Evento    | V   | F   | SF  | QF | 2T   | 1T | Q    | Q2   | Q1   |
| Singolare | 250 | 165 | 100 | 50 | 25   | 0  | 13   | 7    | 0    |
| Doppio    | 250 | 150 | 90  | 45 | N.D. | 0  | N.D. | N.D. | N.D. |

## Montepremi
| Evento    | V        | F       | SF      | QF      | 2T      | 1T     | Q2   | Q1   |
| Singolare | 103455 $ | 60350 $ | 35480 $ | 20555 $ | 11935 $ | 7295 $ | $    | $    |
| Doppio*   | 35980 $  | 19330 $ | 11310 $ | 6270 $  | N.D.    | 3700 $ | N.D. | N.D. |

*per team

## Campioni

### Singolare
Miomir Kecmanović ha sconfitto in finale  Alejandro Davidovich Fokina con il punteggio di 3-6, 6-1, 7-5.

### Doppio
Miomir Kecmanović /  Brandon Nakashima hanno sconfitto in finale  Christian Harrison /  Evan King con il punteggio di 7-6(3), 1-6, [10-3].